# Andrzej Długoszowski

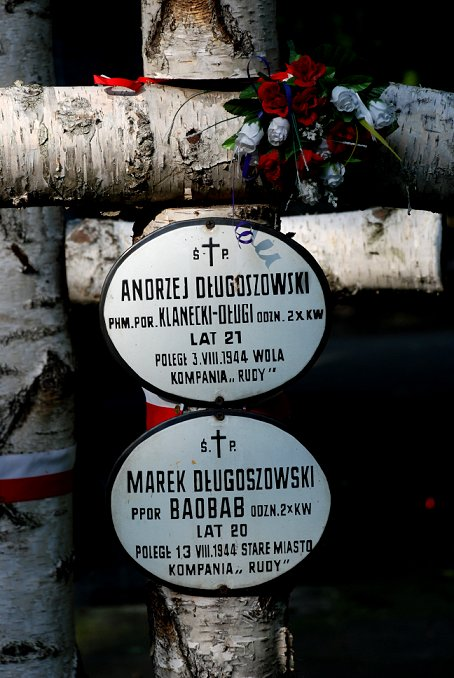
Nad mogiłą na Powązkach Wojskowych

Andrzej Długoszowski ps. „Klanecki”, „Andrzej Długi” (ur. 10 listopada 1922, zm. 3 sierpnia 1944 w Warszawie) – porucznik, podharcmistrz, uczestnik powstania warszawskiego w II plutonie „Alek” 2. kompanii „Rudy” batalionu „Zośka”.

## Życiorys
Syn Jerzego Wieniawy-Długoszowskiego, majora Wojska Polskiego, uczestnika I wojny światowej i wojny polsko-bolszewickiej i Hanny z Zielińskich. Brat Marka Długoszowskiego. Jego stryjem był Bolesław Wieniawa-Długoszowski, a babką cioteczną Stefania Sempołowska.

Uczeń I Państwowego Gimnazjum i Liceum im. Stefana Batorego w Warszawie, harcerz i drużynowy w latach 1943–1944 23. Warszawskiej Drużyny Harcerskiej, tzw. „Pomarańczarni”.
Podczas okupacji hitlerowskiej działał w konspiracji. Przez krótki czas należał razem z Tadeuszem Zawadzkim, Janem Bytnarem i Aleksym Dawidowskim do tajnej organizacji PLAN. Od 1941 r. w Szarych Szeregach, w Hufcu Mokotów Górny. Po utworzeniu Grup Szturmowych znalazł się w Hufcu Południe – SAD. W 1942 r. ukończył kurs Szkoły Podchorążych dla Chorągwi Warszawskiej Grup Szturmowych (razem m.in. z Tadeuszem Zawadzkim, Janem Bytnarem i Janem Rodowiczem). Student Szkoły Budowy Maszyn Wawelberga.

Na wniosek jego i Andrzeja Romockiego ps. „Morro” przemianowano Oddział Specjalny „Jerzy” na batalion „Zośka”. Mieszkanie braci Długoszowskich przy ul. Filtrowej służyło za lokal kontaktowy i magazyn broni.
Brał udział w akcjach:
- Akcja w Celestynowie – pełnił funkcję karabinowego
- Akcja Wilanów – zastępca dowódcy akcji; po tej akcji otrzymał awans na plutonowego podchorążego
- akcja na trasie Tłuszcz-Urle (wykolejenie i ostrzelanie niemieckiego pociągu) – dowódca grupy I ataku
- akcja Taśma – ubezpieczenie całej akcji i dowódca grupy od strony Porządzia

Poległ 3. dnia powstania warszawskiego przy ul. Gęsiej, w rejonie „Gęsiówki” na Woli, niosąc pożywienie kolegom ulokowanym na pozycjach. Miał 21 lat. Pochowany wspólnie z bratem, ppor. Markiem Długoszowskim (ps. „Baobab”), w kwaterach żołnierzy i sanitariuszek batalionu „Zośka” na Wojskowych Powązkach w Warszawie (kwatera 20A-4-22).
Został dwukrotnie odznaczony Krzyżem Walecznych.